# Piękne istoty
Piękne istoty (ang. Beautiful Creatures) – powieść dla młodzieży napisana przez duet pisarski: Kami Garcia i Margaret Stohl. Jest to pierwsza część cyklu fantasy Kroniki Obdarzonych. W 2009 roku książka znalazła się na pierwszym miejscu listy 10 najlepiej sprzedających się książek dla młodzieży internetowej księgarni Amazon.com.